# Golpe de Estado en Bolivia de 1970
Los golpes de estado en Bolivia de 1970 fueron una crisis militar que puso fin al breve gobierno de Alfredo Ovando Candía en octubre de ese año. Hubo una disputa entre sectores de derecha liderados por el comandante Rogelio Miranda y sectores de izquierda liderados por el general Juan José Torres. Torres ganó la disputa, organizando con éxito un contragolpe mediante un levantamiento popular.
Durante la crisis, el 6 de octubre, seis personas se afirmaron como el presidente de Bolivia (Alfredo Ovando, Rogelio Miranda, el triunvirato militar y Juan José Torres).

## Antecedentes
En 26 de septiembre de 1969, Alfredo Ovando Candía llegó al poder mediante un en un golpe militar respaldado por el Mandato Revolucionario de las Fuerzas Armadas. Las medidas de Ovando polarizaron a las Fuerzas Armadas, con la derecha militar presionando al presidente para frenar el movimiento obrero y popular. Por presión de este ala militar, Ovando destituyó a Juan José Torres como comandante y lo reemplazó por Rogelio Miranda Baldivia. La guerrilla de Teoponte y la reciente muerte de uno de sus hijos fue la estocada final para el régimen de Ovando.

## Confrontos
Del día 3 al 4 de octubre tuvo inicio la subversión en La Paz. El comandante Rogelio Miranda Baldivia se levantó en armas contra el gobierno y exigió la renuncia del presidente. Alfredo Ovando Candía, que se encontraba en una visita a Santa Cruz de la Sierra, regresó a La Paz con el apoyo de guarniciones leales. Ovando tomó represalias contra los rebeldes, ordenando la destitución de  Rogelio Miranda Baldivia como comandante. En 5 de octubre, los militares celebraron un plebiscito interno. 364 oficiales votaron por la renuncia de Ovando y Miranda a sus cargos.
El 6 de octubre, el fantasma de la guerra civil acechaba a Bolivia. Totalmente desmoralizado, Alfredo Ovando Candía presentó su renuncia y se refugió en la embajada argentina. Con la renuncia de Ovando, los rebeldes proclamaron Rogelio Miranda Baldivia como presidente. Ese mismo día, el general Juan José Torres también se proclamó jefe de Estado, con el título de "Presidente del Gobierno Revolucionario". Por presiones internas, Miranda dejó el poder a un triunvirato compuesto por comandantes de las tres ramas de las Fuerzas Armadas: Efraín Guachalla (Ejército), Fernando Sattori (Aviación) y Alberto Albarracín (Fuerza Naval). El triunvirato prometió nombrar un nuevo presidente en un plazo de 10 días.
En 7 de octubre, el general Juan José Torres organizó su contragolpe en la base aérea de El Alto. El levantamiento fue respaldado por la Fuerza Aérea y los Colorados. La Central Obrera Boliviana decretó una huelga general en apoyo a Torres. En Oruro se produjeron serios enfrentamientos, trabajadores y universitarios intentarían tomar la guarnición de la ciudad, siendo respondidos con fuego cruzado. Se estimaron 17 muertos y 70 heridos. El general Torres llegaría a la Plaza Murillo, quien fue aclamado la presidencia por el pueblo. Torres declaró que los 4 pilares del nuevo gobierno serían los obreros, los militares, los universitarios y campesinos.